# Sophie Perin
Sophie Sonia Perin (nascida em 1957 em Talange) é uma modelo e rainha de beleza da França que venceu o Miss Internacional 1976.

## Biografia
Sophie era modelo desde os 15 anos, tendo trabalhado com marcas como Christian Dior e Nina Ricci.
Antes de participar dos concursos, estudava Artes e Arquitetura e, depois de ser coroada Miss França, chegou a dizer ao jornal L'Est Republicain que "tenho intenção de continuar meus estudos e não penso em seguir carreira no Teatro ou Cinema."
Segundo este mesmo jornal, ela era chamada de Sonia, mas após vencer alguns jurados opinaram que o nome Sophie "era mais francês".

## Participação em concursos de beleza

### Miss França
Sophie foi a 45ª Miss França, representando Lorraine. Ela tinha 18 anos quando venceu. 

### Miss Universo e Miss Mundo 1975
No Miss Universo e Miss Mundo 1975, Sophie não conseguiu classificação. 

### Miss Internacional 1976
Derrotando outras 44 concorrentes, Sophie foi eleita Miss Internacional 1976 no dia 2 de julho, em Tóquio, no Japão.[carece de fontes?]

## Vida pós-concursos
Sophie foi dona de um restaurante em Paris e trabalhou como assistente de Thierry Mugler, para o qual também gerenciou uma loja.
Também foi gerente-assistente numa empresa de computadores em Colombes.
Em dezembro de 2010 foi membro do júri do concurso Miss National 2011, criado por Geneviève de Fontenay.
É casada e tem dois filhos.

## Curiosidades
- Sophie é a única francesa a vencer o Miss Internacional.
- Sua antecessora, Lidija, também havia concorrido no Miss Universo 1975 sem conseguir classificação.